# Italiensk lira
Italiensk lira (₤it – Lira italiana; lire i plural) var den valuta som användes i Italien fram till införandet av euro 2002. Valutakoden var ITL. 1 lira var lika med 100 centesimo.
Senare blev liran ett räknemynt, som efterhand alltmer förlorade i vikt gentemot den fina silverliran, som slogs som mynt första gången i Venedig 1472 med en finvikt på 6,18 gram. Liran blev efterhand alltmer framträdande som myntenhet i Italien, tills det att den av Napoleon under ockupationen ersattes av 1 franc (4,5 gram silvers finvikt) = 100 centesimi. Efter Napoleons fall bibehölls detta system bland annat i Sardinen och andra stater. År 1862 blev liran myntenhet i det förenade Italien, och då Italien blev medlem i den Latinska myntunionen 1865 sattes dess finvikt till 4,175 gram silver.
Efter första världskriget drabbades liran av hög inflation, så till den grad att man sällan kom att tala om den annat än i plural (lire). Förutom i Italien användes liran även i San Marino och Vatikanstaten (som dock hade egna mynt).
Vid övergången till euro fastställdes slutkursen 1999 till 1 EUR = 1 936,27 ITL.
Valutan gavs ut av Banca d’Italia (Bd’I) som grundades 1893. Bd’I har huvudkontoret i Rom och är medlem i Europeiska centralbankssystemet.

## Valörer
- mynt: fanns 1/2, 1, 2, 5, 10, 20, 50, 100, 200, 500 och 1 000 lire
- underenhet: fanns ej, tidigare centesimo
- sedlar: fanns i 500, 1 000, 2 000, 5 000, 10 000, 50 000, 100 000 och 500 000 ITL